# The Power of Love (bài hát của Frankie Goes to Hollywood)
"The Power of Love" là một bài hát được thu âm và phát hành bởi nhóm nhạc người Anh Frankie Goes to Hollywood. Nó được viết bởi 4 trong 5 thành viên từ nhóm, Holly Johnson, Peter Gill, Mark O'Toole và Brian Nash. Bài hát được nhóm phát hành dưới dạng đĩa đơn thứ 3 trích từ album đầu tay của họ mang tên Welcome to the Pleasuredome vào tháng 11 năm 1984.
Bài hát tiếp tục là một thành công về mặt thương mại của họ, khi tiếp nối thành tích đạt ngôi đầu bảng UK Singles Chart của hai đĩa đơn "Relax" và "Two Tribes". Nó còn đạt đến top 10 tại nhiều quốc gia châu Âu, như tại New Zealand, và Canada.
Kể từ đó, những lần tái bản hay phối lại của bài hát này được 2 lần xuất hiện trong top 10 tại Anh Quốc, khi lần lượt đạt đến vị trí thứ 10 vào năm 1993 và vị trí thứ 6 vào năm 2000. "The Power Of Love" còn xuất hiện tại Anh với phiên bản đơn ca của Holly Johnson vào năm 1999 và phiên bản năm 2012 của Gabrielle Aplin. Phiên bản của Aplin đạt ngôi đầu bảng tại Anh vào thời điểm đúng 28 năm kể từ lần đạt vị trí dẫn đầu của phiên bản gốc.
Holly Johnson, người đồng sáng tác bài hát này, sau đó hồi tưởng rằng: "Tôi luôn cảm thấy The Power Of Love như là bản thu âm cứu rỗi tôi trong cuộc đời này. Nó có khía cạnh kinh thánh đến mặt tinh thần và niềm đam mê; với sự thật rằng tình yêu mới là thứ duy nhất còn sót lại sau cùng."

## Phiên bản của Frankie Goes To Hollywood (1984)
Bài hát được xuất hiện lần đầu trong lúc ban nhạc đang trình diễn cho John Peel Sessions vào năm 1983, với giai điệu chậm hơn và nhấn mạnh những yếu tố mỉa mai trong đó (như là Hooded Claw từ loạt phim hoạt hình The Perils of Penelope Pitstop).
"The Power of Love" trở thành đĩa đơn thứ 3 liên tiếp của Frankie Goes To Hollywood đạt ngôi đầu bảng UK Single Chart vào tháng 12 năm 1984. Trong lần phát hành vào dịp lễ Giáng sinh năm đó, Godley & Creme tận dụng chủ đề Chúa Giê-su ra đời trong video cho đĩa đơn này, với phần đồ họa cho đĩa đơn cũng sử dụng hình ảnh tín ngưỡng truyền thống. Trên bìa của đĩa đơn là một phần của bức họa sơn dầu Assumption of the Virgin, được thực hiện vào thế kỉ thứ 16.
Bản phối theo đĩa 12" của bài hát này còn có sự góp mặt của nam diễn viên Chris Barrie nhại lại DJ Mike Read. Đĩa đơn này cũng có truyền tải một thông điệp Giáng sinh từ ban nhạc, với tựa đề "Holier Than Thou". Đĩa đơn này được tái bản trong nhiều phiên bản trong suốt nhiều năm. Lần tái bản năm 1993 đã đạt đến vị trí số 10 tại Anh; và phiên bản phối lại vào năm 2000 đã đạt được vị trí thứ 6.

### Danh sách bài hát
Tất cả thông tin này đều chỉ về phiên bản tại Anh Quốc (ngoại trừ những nơi đã được ghi chú)
| "Make love your goal" 1. "The Power of Love" (bản phối theo đĩa 7") - 5:27 2. "The World Is My Oyster" (bản phối theo đĩa 7") - 4:13 1. "The Power of Love" (phiên bản mở rộng) - 9:28 2. "The World Is My Oyster" (đã chỉnh sửa) - 1:38 3. "Holier Than Thou" (lần đầu) - 1:08 4. "The World Is My Oyster" (đã chỉnh sửa) [nhạc khí] - 2:29 5. "Holier Than Thou" (lần hai) - 4:10 6. "The Power of Love" (nhạc khí) [không được ghi danh] - 2:27 | 1. "The Power of Love" (bản phối theo đĩa 7") - 5:27 2. "The World Is My Oyster" (bản phối theo đĩa 12") - 4:23 3. "Welcome to the Pleasuredome" (bản phối) - 9:46 4. "The Only Star In Heaven" (bản phối ngôi sao) - 3:52 "I'll protect you from the holocaust" 1. "[oh fire!]" - 0:16 2. "The Power of Love" (phiên bản mở rộng) - 8:54 3. "Scrapped" - 1:38 4. "Holier Than Thou" - 1:08 5. "Trapped" - 2:29 6. "Holier Than Thou" - 4:10 7. "The Power of Love" (nhạc khí) [không được ghi danh] - 2:27 8. "my uncle is a monster" [không được ghi danh] - 0:29 9. "absolutely obscene" (phiên bản thư giãn) [không được ghi danh] - 0:28 |

| Các bảng xếp hạng(1984)   | Thứ hạng cao nhất |
| ------------------------- | ----------------- |
| Austrian Singles Chart    | 8                 |
| Canadian Singles Chart    | 7                 |
| Dutch Singles Chart       | 10                |
| French Singles Chart      | 20                |
| German Singles Chart      | 4                 |
| Irish Singles Chart       | 2                 |
| Italian Singles Chart     | 6                 |
| New Zealand Singles Chart | 2                 |
| Swedish Singles Chart     | 14                |
| Swiss Singles Chart       | 2                 |
| UK Singles Chart          | 1                 |

| Quốc gia       | Chứng nhận |
| -------------- | ---------- |
| Ý (FIMI)       | Vàng       |
| Anh Quốc (BPI) | Vàng       |

### Các lần tái bản
| Lần tái bản với ảnh bìa có ảnh của nhà thờ Ramsau bei Berchtesgaden. CDZTT / FGTH3CD (Anh Quốc) 1. "The Power of Love" - 5:29 2. "The Power of Love" (bản phối gốc mở rộng) - 9:29 3. "Rage Hard" (bản phối gốc của DJ) [biên tập giọng] - 4:13 4. "Holier Than Thou Edit" (bản chỉnh sửa No Rest For The Best) - 3:29 CDZTT / FGTH3CDX (Anh Quốc) 1. "The Power of Love" - 5:29 2. "The Power of Love" (bản phối gốc mở rộng) - 9:29 3. "Rage Hard" (bản phối gốc của DJ) [biên tập giọng] - 4:13 4. "The Power of Love" (bản phối khác) - 5:07 CDZTT-Warner / 4509-94954-2 (Đức) 1. "The Power of Love" (bản phối của đài phát thanh 1994) - 3:47 2. "The Power of Love" - 5:29 | CDZTT / ZTT 150 CD (Anh Quốc) 1. "The Power of Love" (bản phối chỉnh sửa của Rob Searle Club) - 4:13 2. "The Power of Love" (bản phối của Rob Searle Club) - 8:41 3. "The Power of Love" (bản phối chỉnh sửa của Minky's Yaba) - 5:05 12"ZTT / ZTT 150 T (Anh Quốc) 1. "The Power of Love" (bản phối của Rob Searle Club) - 8:38 2. "The Power of Love" (bản phối chỉnh sửa của Minky's Yaba) - 8:10 Tải về MP3 (Anh Quốc) 1. "The Power of Love" (bản phối gốc của đĩa 7" mix) - 5:30 2. "The Power of Love" (bản nhạc khí gốc của đĩa 7") - 5:30 3. "The Power of Love" (bản phối gốc của đĩa 12") - 9:30 4. "The World is My Oyster" - 4:17 5. "The Power of Love" (bản phối khác) - 5:08 6. "The Power of Love" - 4:30 7. "The Power of Love" (bản nhạc khí, phiên bản đĩa đơn) - 3.34 |

## Phiên bản của Holly Johnson (1999)
Holly Johnson, cựu nghệ sĩ từ nhóm nhạc Frankie Goes to Hollywood, thu riêng một phiên bản của bài hát "The Power of Love" cho mình, có nằm trong album Soulstream và phát hành dưới dạng đĩa đơn, đạt đến vị trí thứ 56 tại Anh. Đĩa đơn xuất hiện tại bảng xếp hạng chỉ trong 2 tuần lễ. Đĩa đơn này được phát hành dưới dạng CD với hai phiên bản khác nhau.

### Danh sách bài hát
CD Đĩa đơn (CD1)
1. "The Power Of Love" (bản phối của đài phát thanh) - 5:08
2. "In The House Of The Rising Sun" (Bản phối của đĩa 12") - 5:36
3. "In The House Of The Rising Sun" (bản phối của Doogs House) - 5:04

CD Đĩa đơn (CD2)
1. "The Power Of Love" (bản phối của Millennium) - 5:36
2. "In The House Of The Rising Sun (bản phối của DNA Instrumental)" - 5:32
3. "All U Need Is Love" (bản thu thử) - 4:59

CD Đĩa đơn (Quảng bá)
1. "The Power Of Love (bản phối của đài phát thanh)" - 5:08
2. "The Power Of Love (bản phối của Millennium)" - 5:33
3. "In The House Of The Rising Sun" (Bản phối của đĩa 12") - 5:36
4. "In The House Of The Rising Sun" (bản phối của Doogs House) - 5:04
5. "In The House Of The Rising Sun" (bản phối của DNA Instrumental) - 5:30

### Các bản phối và mặt B
- "The Power of Love" (bản phối của đài phát thanh)
- "In the House of the Rising Sun" (Bản phối của đĩa 12")
- "In the House of the Rising Sun" (bản phối của Doogs House)
- "The Power of Love" (bản phối của Millennium)
- "In the House of the Rising Sun" (bản phối của DNA Instrumental)
- "All U Need Is Love" (bản thu thử)

### Xếp hạng
| Các bảng xếp hạng (1999) | Thứ hạng cao nhất |
| ------------------------ | ----------------- |
| UK Singles Chart         | 56                |

## Phiên bản của Gabrielle Aplin (2012)
Vào năm 2012, nữ ca sĩ kiêm sáng tác nhạc người Anh Gabrielle Aplin cho phát hành một phiên bản trình diễn lại của bài hát này, do Mike Spencer và David Kosten sản xuất. Nó được phát hành vào ngày 9 tháng 11 năm 2012 dưới dạng kĩ thuật số và là đĩa đơn đầu tiên trích từ album đầu tay của cô mang tên English Rain (2013). Bài hát được chọn để xuất hiện trong đoạn quảng cáo Giáng sinh của nhãn hàng John Lewis. Bài hát có xuất hiện trong tập phim của Hollyoaks vào ngày 16 tháng 11 năm 2013. Phiên bản của Aplin cũng xuất hiện trong đoạn quảng cáo của loạt phim truyền hình "Resurrection".
Một video âm nhạc được phát hành vào ngày 9 tháng 11 năm 2012 do Alexander Brown đạo diễn.

### Danh sách bài hát
| Tải xuống kĩ thuật số | Tải xuống kĩ thuật số | Tải xuống kĩ thuật số |
| STT                   | Nhan đề               | Thời lượng            |
| --------------------- | --------------------- | --------------------- |
| 1.                    | "The Power of Love"   | 4:05                  |

### Diễn biến thương mại
Vào ngày 11 tháng 11 năm 2012, "The Power of Love" mở đầu tại vị trí thứ 36 trên UK Singles Chart và leo lên vị trí thứ 5 trong tuần lễ kế tiếp. Vào ngày 9 tháng 12 năm 2012, đĩa đơn này đạt đến vị trí đầu bảng, vào thời điểm đúng 28 năm kể từ lần đạt vị trí dẫn đầu của phiên bản gốc và được chứng nhận đĩa Vàng tại Anh Quốc vào ngày 11 tháng 1 năm 2013.
Vào ngày 8 tháng 12 năm 2013, bài hát bất ngờ trở lại tại vị trí thứ 88 trên UK Singles Chart dựa vào lượng tải về cao.

#### Xếp hạng
| Các bảng xếp hạng (2012-14)  | Thứ hạng cao nhất |
| ---------------------------- | ----------------- |
| Úc (ARIA)                    | 5                 |
| Áo (Ö3 Austria Top 40)       | 75                |
| Bỉ (Ultratop 50 Flanders)    | 44                |
| Bỉ (Ultratip Wallonia)       | 47                |
| Cộng hòa Séc (Rádio Top 100) | 22                |
| Ireland (IRMA)               | 20                |
| Scotland (OCC)               | 3                 |
| Slovakia (Rádio Top 100)     | 4                 |
| Anh Quốc (OCC)               | 1                 |

| Quốc gia                                                                           | Chứng nhận | Số đơn vị/doanh số chứng nhận |
| ---------------------------------------------------------------------------------- | ---------- | ----------------------------- |
| Anh Quốc (BPI)                                                                     | Vàng       | 400,000^                      |
| Úc (ARIA)                                                                          | Bạch kim   | 70,000^                       |
| * Chứng nhận dựa theo doanh số tiêu thụ. ^ Chứng nhận dựa theo doanh số nhập hàng. |            |                               |

| Các bảng xếp hạng (2012) | Thứ hạng cao nhất |
| ------------------------ | ----------------- |
| UK Singles Chart         | 53                |

### Lịch sử phát hành
| Quốc gia | Ngày phát hành      | Định dạng   | Nhãn thu âm |
| -------- | ------------------- | ----------- | ----------- |
| Anh Quốc | 9 tháng 11 năm 2012 | Tải nhạc số | Parlophone  |
| Ireland  | 9 tháng 11 năm 2012 | Tải nhạc số | Parlophone  |

## Các phiên bản thể hiện lại khác
- Ban nhạc symphonic rock Hà Lan Within Temptation thể hiện lại bài hát này trong một chương trình đặc biệt mang tên Within Temptation Friday trên trạm đài phát thanh của Bỉ Q music[35]. Bài hát cũng xuất hiện trong album thể hiện lại của họ mang tên The Q-Music Sessions, đã được phát hành vào tháng 4 năm 2013.
- Il Divo trình bày lại bài hát này trong album "The Promise"
- Dune trình bày lại bài hát này trong album Forever, cùng Dàn hợp xướng London Session.
- Slow Moving Millie trình bày lại bài hát này trong album Renditions.
- Oomph! trình bày lại bài hát này trong album tổng hợp Delikatessen.
- ASP trình bày lại bài hát này trong Stille der Nacht.
- Feeder trình bày lại bài hát này trong album Picture of Perfect Youth.
- James Arthur thể hiện lại ca khúc này trong trận bán kết của cuộc thi The X Factor mùa thứ 9.
- Amici Forever thể hiện lại bài hát này trong lần tái bản vào năm 2006 của album Defined.
- Anneke van Giersbergen thể hiện lại bài hát này trong album tuyển tập Pure Air.
- Christina Marie thể hiện bài hát này trong Vòng đối đầu cùng Nathan Amzi trong trận chung kết của The Voice UK mùa thứ 3.